# Concerto pour neuf instruments

Le Concerto pour neuf instruments op. 24 (Konzert, 1934) d'Anton Webern est un concerto dodécaphonique pour neuf instruments : flûte, hautbois, clarinette, cor, trompette, trombone, violon, alto et piano. Dédié à Schönberg pour son soixantième anniversaire, il est créé à Prague le 4 septembre 1935 sous la direction de Heinrich Jalowetz.
Il se compose de trois mouvements :
1. Etwas lebhaft
2. Sehr langsam
3. Sehr rasch.

Durée : environ 7 minutes
Il est construit avec une ligne dérivée, « souvent cité [par des personnes telles que Milton Babbitt (1972)] comme un exemple de construction symétrique. »
Selon les mots de Luigi Dallapiccola, c'est « une œuvre d'une concision incroyable… et d'une concentration unique… Bien que je ne comprenne pas complètement l'œuvre, j'ai l'impression de trouver une unité esthétique et stylistique aussi grande que je peux le souhaiter. [Prague, 5 septembre 1935]. »
Le deuxième mouvement « limite assez sévèrement les valeurs de plusieurs domaines », par exemple en ne faisant figurer « que deux valeurs de durée (noire et blanche) », et en partie comme résultat, « montre une grande uniformité de texture et de gestuelle. »
La série de base peut être interprétée comme : 019, 2te, 367, 458